# Vincenzo Florio (Schiff)
Die Vincenzo Florio ist ein RoPax-Schiff der italienischen Reederei Tirrenia.

## Geschichte
Die Fähre wurde für Tirrenia von der italienischen Werft Cantiere Navale Ferrari gebaut. Die Kiellegung des Schiffes erfolgte am 20. September 1996, der Stapellauf am 19. Juli 1997. Das Schiff wurde im Juni 1999 abgeliefert und anschließend in Dienst gestellt. Seitdem bedient sie mit ihrem Schwesterschiff Raffaele Rubattino die Route zwischen Neapel und Palermo.

## Ausstattung
An Bord der Vincenzo Florio gibt es verschiedene Restaurants und Vergnügungsmöglichkeiten, wie zum Beispiel ein Kino.
Ebenfalls bietet das Schiff Kabinen und Schlafsessel für die Unterbringung der Passagiere.